# Академия российского телевидения
Фонд «Акаде́мия Росси́йского телеви́дения» (Фонд «АРТ») — российская некоммерческая организация, объединяющая интересы российских телевещателей и телепроизводителей. Организация создана в 1994 году как Российский фонд развития телевидения (РФРТ), с 2001 года носит современное наименование.
Организационно-правовая форма организации — фонд.
Полное официальное наименование — Фонд «Академия Российского телевидения». Сокращённое официальное наименование — Фонд «АРТ».
Академия является организатором телевизионного конкурса «ТЭФИ-Регион» (с 2001 года), с 1994 года по 2011 год проводила ежегодное вручение премии «ТЭФИ» за высшие достижения в области телевизионных искусств. Осуществляет поддержку объединения журналистов, пишущих о телевидении, «Клуб телепрессы».

## Руководство
Президент Академии — Михаил Ефимович Швыдкой (с 25 ноября 2022 года). Предыдущий президент — Александр Завенович Акопов (с декабря 2013 по ноябрь 2022 года). С 1994 года по 5 ноября 2008 года этот пост занимал Владимир Владимирович Познер, затем — Михаил Ефимович Швыдкой.
Генеральный директор Академии — Этери Михайловна Левиева (с 1 декабря 2011 года). До своей гибели 19 февраля 2011 года эту должность занимала Раиса Яковлевна Беспечная.

## Члены Академии
Пунктом 1 статьи 118 Гражданского кодекса Российской Федерации установлено, что организация в организационно-правовой форме фонда членства не имеет, но согласно утверждениям на сайте Академии, членство в ней имеется.
В декабре 2010 года среди членов АРТ значилось 555 человек.

## История
Организация создана как Российский фонд развития телевидения (РФРТ) в 1994 году по инициативе ведущих телеорганизаций страны (РГТРК «Останкино», ВГТРК, Телекомпания НТВ, МНВК «ТВ-6 Москва», 2x2, РМТРК «Москва» и ряда других) для учреждения премии «ТЭФИ». Первым председателем совета учредителей стал Генеральный директор телевидения РГТРК «Останкино» Григорий Шевелёв, вице-президентом — президент АОЗТ "Телекомпания «ВИД» Владислав Листьев.
С 2001 года организация носит современное наименование — Фонд «Академия российского телевидения».
С 2001 года Фонд осуществляет поддержку объединения журналистов, пишущих о телевидении, «Клуб телепрессы». Ежегодно по итогам телесезона в офисе Фонда проводится вручение призов и дипломов «Клуба телепрессы» в нескольких номинациях.

## Критика
- Режиссёр Олег Дорман, удостоенный в 2010 году специального приза Фонда «АРТ» в рамках премии «ТЭФИ—2010» (за фильм «Подстрочник»), отказался принять награду, заявив:

«Среди членов Академии, её жюри, учредителей и так далее — люди, из-за которых наш фильм одиннадцать лет не мог попасть к зрителям. Люди, которые презирают публику и которые сделали телевидение главным фактором нравственной и общественной катастрофы, произошедшей за десять последних лет…»— Олег Дорман